# Samuel Bronston
Samuel Bronshtein conocido como Samuel Bronston (Chisináu, Besarabia, (actual Moldavia), Imperio ruso, 26 de marzo de 1908 - † Sacramento (California, EE. UU.), 12 de enero de 1994) fue un productor de cine estadounidense de origen ruso.

## Biografía
Nació en la región de Besarabia, en el seno de una familia judía, siendo sobrino de León Trotski. Más tarde emigró a Francia y estudió en La Sorbona. 
Trabajó para la división francesa de Metro-Goldwyn-Mayer en París y llegó a Hollywood poco antes de iniciarse la Segunda Guerra Mundial para convertirse en ejecutivo de la productora Columbia.
Creó su propia compañía de producción en 1943, la Samuel Bronston Productions, y ese mismo año produce su primera película, Jack London (con Michael O'Shea y Susan Hayward), que vendría seguida de una serie de filmes épicos, muchos de ellos rodados en España. Para el primero, El capitán Jones (John Paul Jones, 1959), reunió un elenco con figuras como Robert Stack, Peter Cushing y Bette Davis, quien encarnó a la reina Catalina la Grande en un breve papel; para ello Bronston logró que el gobierno de Francisco Franco le permitiese rodar en el Palacio Real de Madrid.
A dicho filme le siguieron Rey de Reyes (1961; con actores como Robert Ryan, Rip Torn, Viveca Lindfors y Carmen Sevilla), El Cid (1961; con Charlton Heston y Sofía Loren), 55 días en Pekín (1963; con Charlton Heston, Ava Gardner y David Niven) y La caída del Imperio romano (1964; con Stephen Boyd y Sofía Loren). Para sus rodajes españoles adquirió en 1959 los Estudios Chamartín. En Las Rozas de Madrid construyó los exteriores para rodar 55 días en Pekín, siendo los mayores de la época.
Bronston contribuyó decisivamente al lanzamiento de España como localización de filmaciones de Hollywood, en competencia con Italia, basándose en varios factores: los bajos costes de producción por la relación entre la peseta y el dólar estadounidense, la buena cualificación de los técnicos españoles, y sobre todo el buen clima y la variedad paisajística del país, ideales para el rodaje en exteriores sin grandes desplazamientos.
En 1962 fue galardonado con el premio Especial al Mérito en los Globos de Oro por la película El Cid.
También produjo el documental El Valle de los Caídos (1963), de media hora de duración cuyos derechos donó al Patronato de la Basílica de la Santa Cruz del Valle de los Caídos.
En 1964 se truncó su carrera, que había parecido imparable: el coste de construcción de sus estudios y el fracaso comercial de La caída del Imperio romano sumieron a Samuel Bronston en tales problemas económicos que tuvo que declararse en bancarrota en Estados Unidos. En aquellos momentos la empresa Samuel Bronston Productions debía unos 5,6 millones de dólares (cifra entonces enorme) a Pierre S. du Pont; y por si fuera poco, el productor tenía una segunda empresa, Bronston Distributors, Inc. que debía a la Paramount otros 6,75 millones. En 1966, Bronston respondió escuetamente a los requerimientos judiciales sobre sus cuentas bancarias en Suiza; lo que no evitó que después se le descubriese una cuenta personal en Ginebra. Bronston fue acusado de perjurio y el proceso judicial se prolongó hasta 1973, cuando se falló a favor de él: se dictaminó que sus respuestas, aunque confusas, no habían incurrido en un grado de falsedad calificable de perjurio. Décadas después, este precedente sería esgrimido por Bill Clinton en el polémico Caso Lewinsky.
Antes del litigio, Bronston había conseguido terminar Circus World (El fabuloso mundo del circo), con John Wayne, Claudia Cardinale y Rita Hayworth; y después produjo tres filmes más, entre ellos Pampa salvaje (1966; con Robert Taylor) y Fort Saganne (1984; con Gérard Depardieu y Catherine Deneuve). Nunca llegó a rodar un ambicioso proyecto sobre Isabel la Católica. 
Falleció en 1994 a los 85 años de edad a causa de una neumonía, tras sufrir durante veinte años la enfermedad de Alzheimer. Fue enterrado en el municipio madrileño de Las Rozas de Madrid.
Tuvo una hija dedicada a la canción, Andrea Bronston, que trabajó durante años como corista de Camilo Sesto.